# Magasins Torv
Magasins Torv (tidligere Magabang) er en plads i Indre By i København, nemlig pladsen mellem Magasin du Nord og A.C. Bang – nord for Lille Kongensgade og syd for Østergade, hvor Bremerholm går fra Kristen Bernikows Gade.
Pladsen er officielt en del af Bremerholm men skiltes også som Magasins Torv. Pladsen benyttes blandt andet til handel med blomster men præges i øvrigt stærkt af gennemkørende trafik på den egentlige del af Bremerholm langs med pladsen.

## Historie
Hvor pladsen ligger i dag, lå der tidligere et stræde med navnet Integade, der løb mellem Østergade og Lille Kongensgade. Da den nye gade Bremerholm blev anlagt i 1930'erne, blev husene på strædets vestside revet ned for at skabe plads til den nye brede gade. Til gengæld blev husene på strædets østside bevaret og eksisterer stadig i dag, hvor de udgør pladsens østside.
Da der var et stykke plads til overs mellem Integades bevarede husrække og den nye gades kørebane, opstod der en ny lille plads foran den gamle husrække, der uformelt blev kendt som Magabang, da den lå mellem pelsvarefirmaet A.C. Bang og stormagasinet Magasin du Nord. I dag kaldes den Magasins Torv.